# Ургуново
Ургу́ново (рос. Ургуново, башк. Өргөн) — село у складі Учалинського району Башкортостану, Росія. Входить до складу Учалинської сільської ради.
Колишня назва — Мулдашево.
Населення — 569 осіб (2010; 613 в 2002).
Національний склад:
- башкири — 97%